# Bríet Bjarnhéðinsdóttir

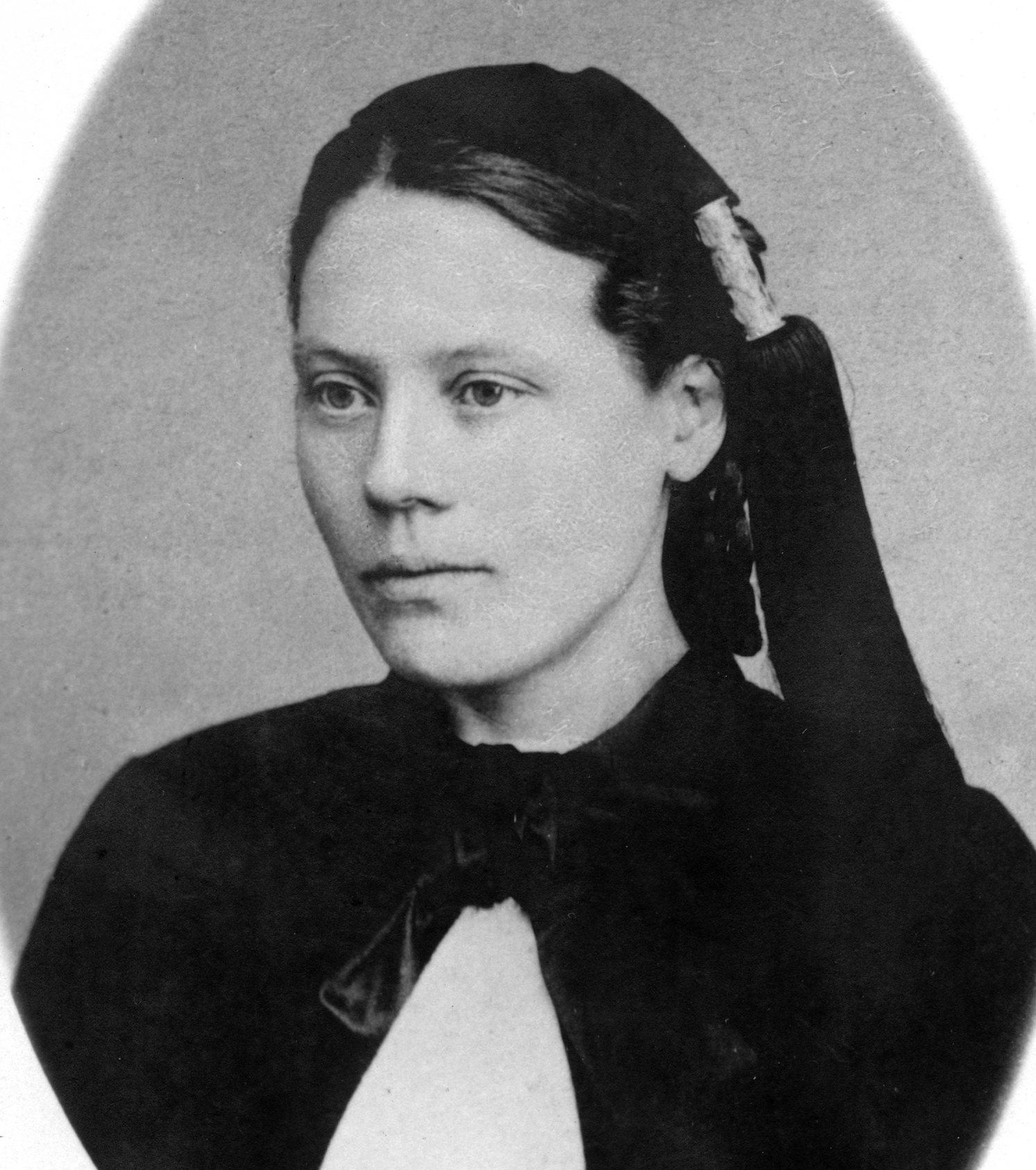
Bríet Bjarnhéðinsdóttir, zwischen 1896 und 1900

Bríet Bjarnhéðinsdóttir (geboren 27. September 1856 auf dem Hof Böðvarshólar, Vesturhóp, Vestur-Húnavatnssýsla, Island; gestorben 16. März 1940 in Reykjavík) war eine isländische Journalistin, Herausgeberin, Frauenrechtlerin und Politikerin.

## Leben

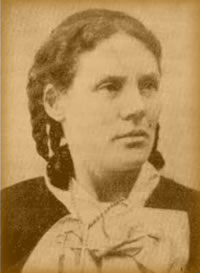
Bríet Bjarnhéðinsdóttir als junge Frau, etwa 1880

Bríet Bjarnhéðinsdóttir wurde als ältestes von sechs Geschwistern am  27. September 1856 auf dem Bauernhof Böðvarshólar im Bezirk Vestur-Húnavatnssýsla (engere Gegend Vesturhóp), Island, geboren. Zwei ihrer Geschwister starben früh. 1863 kam ihr Bruder Sæmundur Bjarnhéðinsson (1863–1936) zur Welt, der später Professor wurde. Ihre Eltern waren arm, kamen aber aus alteingesessenen, „guten“ Familien, worauf Bríet Bjarnhéðinsdóttir stolz war.
Ihre frühe Erziehung war typisch für die eines Landkindes intelligenter Eltern zu dieser Zeit: Bevor sie lesen konnte, brachte man ihr bei, biblische Geschichten nachzuerzählen, und später übernahm sie bei ihren jüngeren Geschwistern die Rolle der Erzählerin von Predigten, Märchen und anderen Geschichten, die sie kannte. Schulen gab es damals für Landkinder nicht, aber der Vater las viel vor und diskutierte mit den Angehörigen seines Haushalts über Neuigkeiten, die er von draußen mitbrachte.
Als das Mädchen 13 Jahre alt war, wurde ihre Mutter sehr krank und war die nächsten vier Jahre bettlägerig. Bríet musste die Verantwortung für den Haushalt übernehmen. Während ihr jüngerer Bruder vom Vater bei Entscheidungen zu Rate gezogen wurde, geschah dies bei ihr nie; Mädchen hatten damals nur die Möglichkeit zu heiraten oder als Dienstboten zu leben, da es keine Mädchenschulen gab. Erst 1874 wurde in der Hauptstadt die erste Mädchenschule eröffnet und in den folgenden Jahren zwei weitere im Land.
Als ihr Vater starb, gab ihre Mutter die Landwirtschaft auf und Bríet zog in die Hauptstadt zu einem Cousin und dessen Frau. Er war Geistlicher, zudem ein bekannter Politiker und sehr belesen, sodass die junge Frau nun Zugang zu einer Bibliothek hatte. Durch ein Darlehen wurde es ihr möglich, einen Winter lang zur Schule zu gehen. Sie machte ihre Abschlussprüfung, die für das Ende des zweiten Jahres vorgesehen war, bereits nach dem ersten und schloss 1880  als beste Schülerin ab. Eine längere Schulbildung war damals in Island für Frauen nicht verfügbar. Sie hatte damit die Berechtigung erworben zu unterrichten und begann 1887 als Lehrerin zu arbeiten.
1888 heiratete sie Valdimar Ásmundsson, den Herausgeber der Zeitung Fjallkonan, mit dem sie zwei Kinder hatte, die Frauenrechtlerin Laufey Valdimarsdóttir (1890–1945) und den sozialistischen Politiker Héðinn Valdimarsson (1892–1948). 1902 starb Valdimar Ásmundsson an den Folgen eines Schlaganfalls.
Das Grab von Bríet Bjarnhéðinsdóttir befindet sich auf dem Hólavallagarður-Friedhof in Reykjavik.

## Beruflicher Werdegang
1885 hatte Bríet Bjarnhéðinsdóttir im Alter von 29 Jahren in Fjallkonan den ersten von einer Frau geschriebenen Zeitungsartikel Islands verfasst. Sie benutzte für ihre Artikel, in denen sie sich für die Rechte von Frauen einsetzte, das Pseudonym AESA.
1888 heiratete sie Valdimar Ásmundsson, den Herausgeber der Zeitung, und gab von 1895 bis 1926 eine Frauenzeitschrift mit dem Titel Kvennablaðið  (deutsch „Das Frauenblatt“) heraus. Darin setzte sie sich für die Rechte von Frauen im häuslichen Bereich und in der Erziehung ein. Die Zeitschrift fand große Verbreitung. Vom Dezember 1897 bis Juli 1903 gab sie auch die Kinderzeitschrift Barnablaðið („Das Kinderblatt“) heraus. 1897 war sie Mitgründerin eines Journalistenbunds.

## Politisches Wirken

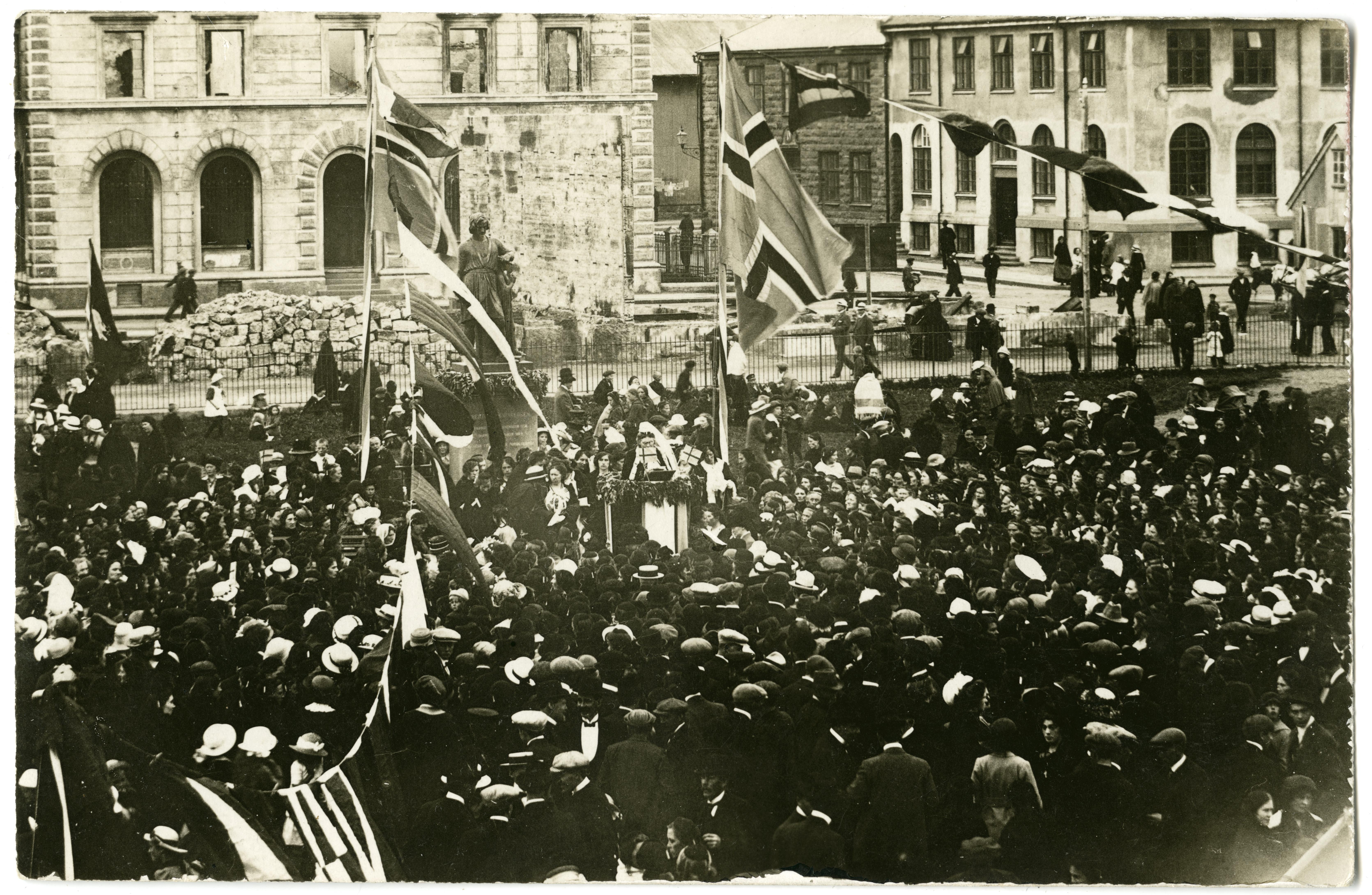
Ansprache der Frauenrechtlerin Bríet Bjarnhéðinsdóttir auf dem Austurvöllur, 1915.

1887 hielt sie als erste Frau einen öffentlichen Vortrag zum Thema Frauenrechte. Er wurde von Presse und Öffentlichkeit positiv aufgenommen.
1894 war sie bei den Mitbegründerinnen einer Frauenvereinigung in der Hauptstadt, die das Ziel der politischen Gleichstellung von Frauen verfolgte. Nach dem Tod der Hauptverantwortlichen Þorbjörg Sveinsdóttir im Jahr 1903 hatte die Vereinigung ihre politischen Ziele aufgegeben und die politische Frauenzeitung ''Framsókn'' (deutsch ‚Fortschritt‘) ihr Erscheinen eingestellt. Ein politisches Vakuum war entstanden.
Zwischen 1902 und 1904 unternahm Bríet Reisen in die USA sowie nach Schweden, Dänemark und Norwegen, auf denen sie mit der internationalen Frauenbewegung in Kontakt kam. Sie vernetzte sich mit Aktivistinnen auf der ganzen Welt, unter anderem mit Anita Augspurg.
1906 nahm Bríet Bjarnhéðinsdóttir in Kopenhagen an der Konferenz der International Alliance of Women teil.
Angeregt von Carrie Chapman Catt, gründete Bríet 1907 die erste isländische Frauenwahlrechtsorganisation Kvenréttindafélag Íslands des Landes. Sie war deren erste Präsidentin und leitete die Organisation von 1907 bis 1911 und von 1912 bis 1927. Sie ritt zwei Monate lang von Ort zu Ort, um dort Niederlassungen zu gründen, Reden zum Frauenwahlrecht zu halten und das Thema bekannt zu machen. Im Dezember 1887 organisierte sie eine Konferenz über die Lebensbedingungen und die Rechte von Frauen, auf der sie das Frauenwahlrecht propagierte.
1908 wurde in Island für verheiratete Frauen beim aktiven Wahlrecht für Lokalwahlen eine Gleichstellung mit Männern beschlossen. Für die Stadtratswahl in Reykjavík 1908 gab es eine reine Frauenwahlvorschlagsliste ohne Parteibindung, auf der vier Namen standen, darunter auch Bríet Bjarnhéðinsdóttir. Diese Liste wurde von allen Frauenorganisationen der Stadt unterstützt und erhielt mit 22 Prozent die meisten Stimmen und es wurden alle vier Frauen in den Stadtrat, der 15 Mitglieder hatte, gewählt. Bríet Bjarnhéðinsdóttir war von 1908 bis 1912 und von 1914 bis 1920 Stadträtin.
Eine Reihe von Verbesserungen war inzwischen erreicht worden: 1911 waren alle Schulen, Stipendien und staatlichen Posten für Frauen zu denselben Bedingungen zugänglich wie für Männer. 1919 wurden drei Gesetze beschlossen, die die Stellung der unehelichen Kinder sowie Ehe und Scheidung neu regelten, das kommunale Wahlrecht war errungen. Der Herausgeber der Frauenzeitschrift Kvennablaðið beschloss, ihr Erscheinen einzustellen.
Doch der Kampf um das Frauenwahlrecht auf nationaler Ebene ging weiter: Am 5. August 1916 konnten sich Islands Frauen zum ersten Mal auf nationaler Ebene an den Wahlen zum Althing beteiligen. Bríet Bjarnhéðinsdóttir wurde als erste und einzige Frau bei diesen Wahlen gewählt, allerdings nur als Ersatzparlamentarierin; sie konnte ihr Amt niemals antreten. 1926 bewarb sie sich erneut erfolglos um einen Sitz im isländischen Parlament.
Erst 1920 wurde in Island das unbeschränkte allgemeine Wahlrecht ab 25 Jahre eingeführt.

## Ehrungen
2012 wurden Straßen in Reykjavik nach den vier Frauen umbenannt, die 1908 als erste Mandate im Stadtrat errungen hatten. Die ehemalige Skúlagata östlich der Snorrabraut Bríetartún erinnert nunmehr an Bríet Bjarnhéðinsdóttir.